# Noah Okafor
Noah Arinzechukwu Okafor (Binningen, 24 maggio 2000) è un calciatore svizzero, attaccante del Milan e della nazionale svizzera.

## Biografia
Nato a Binningen da padre nigeriano e madre svizzera, parla fluentemente inglese, tedesco e francese.
Ha due fratelli, Elijah e Isaiah, anche loro calciatori professionisti.

## Caratteristiche tecniche
Centravanti o ala molto duttile, può essere impiegato in un tridente offensivo oppure come esterno di centrocampo nel 4-4-2. Giocatore veloce, è dotato di una buona struttura fisica.

## Carriera

### Club

#### Basilea
Cresciuto nel settore giovanile del Basilea, debutta in prima squadra il 19 maggio 2018, disputando l'incontro di campionato pareggiato 2-2 contro il Lucerna. Trova la sua prima rete in carriera il 28 luglio seguente, aprendo le marcature in occasione della partita pareggiata per 1-1 contro il Neuchâtel Xamax.

#### Salisburgo
Il 31 gennaio 2020 si trasferisce al Salisburgo per 11,2 milioni di euro. L'8 dicembre 2021 mette a segno il gol-vittoria nella gara contro il Siviglia, valevole per l'ultima giornata della fase a gironi di UEFA Champions League; grazie a questo successo, il Salisburgo diventa il primo club austriaco della storia a raggiungere la fase ad eliminazione diretta della massima competizione europea.

#### Milan

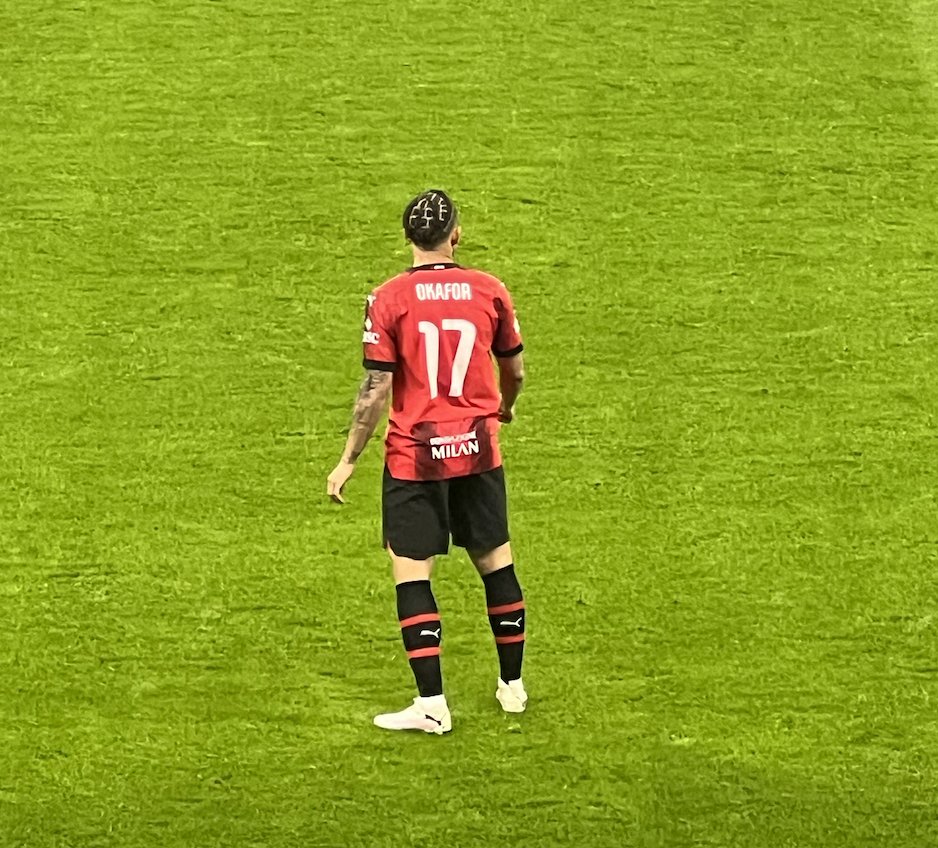
Okafor al Milan in una partita di Europa League contro il Rennes.

Il 22 luglio 2023 viene acquistato dal Milan per 14 milioni di euro. Esordisce con i rossoneri nella sfida contro il Bologna del 21 agosto, subentrando a Oliver Giroud. Il 27 settembre segna la sua prima rete in Serie A, nel successo per 3-1 in casa del Cagliari, valevole per la sesta giornata di campionato. Si ripete nel turno successivo, contro la Lazio, siglando la rete che fissa il punteggio sul definitivo 2-0 a favore dei rossoneri. Durante il resto della stagione risulta spesso decisivo nei finali di partita: il 20 gennaio 2024 realizza il gol-vittoria al 93' sul campo dell'Udinese (2-3), il 1º marzo seguente segna all'88' la rete decisiva nel successo esterno contro la Lazio (0-1), mentre il 14 aprile sigla all'84' la marcatura che consente al Milan di pareggiare per 3-3 in casa del Sassuolo. Conclude l'annata con 6 gol in 36 presenze complessive. 
Inizia la stagione successiva segnando la rete del pareggio negli ultimi istanti della sfida contro il Torino, valida per la prima giornata di Serie A e terminata col risultato di 2-2; questo però rimane l'unico acuto della sua seconda annata rossonera. Nel gennaio 2025 salta la sua cessione al RB Lipsia, in Bundesliga, per via del mancato superamento delle visite mediche di rito.

#### Prestito al Napoli
Il 3 febbraio 2025 viene ufficializzato il suo trasferimento al Napoli in prestito oneroso per 1,5 milioni di euro, con diritto di riscatto fissato a 23,5 milioni di euro. Debutta il 9 dello stesso mese, subentrando a David Neres nel finale della gara casalinga contro l'Udinese, valida per la 24ª giornata di campionato e terminata col risultato di 1-1. Conclude la sua breve esperienza in maglia azzurra collezionando solamente 4 presenze, ma laureandosi comunque campione d'Italia per la prima volta in carriera, a seguito del successo dei partenopei contro il Cagliari (2-0), valevole per l'ultimo turno di campionato. Dato lo scarso minutaggio, a fine stagione non viene riscattato e fa ritorno al Milan.

### Nazionale
Dopo aver militato in varie selezioni giovanili svizzere, viene convocato nella nazionale maggiore per la fase finale della UEFA Nations League 2018-2019; esordisce in occasione della finale per il terzo posto contro l'Inghilterra, persa ai rigori dai rossocrociati.
Il 15 novembre 2021 segna il suo primo gol con la Svizzera, nel successo per 4-0 contro la Bulgaria, che consente agli elvetici di qualificarsi al campionato del mondo 2022.

## Statistiche

### Presenze e reti nei club
Statistiche aggiornate al 19 agosto 2025.
| Stagione          | Squadra           | Campionato        | Campionato | Campionato | Coppe nazionali | Coppe nazionali | Coppe nazionali | Coppe continentali | Coppe continentali | Coppe continentali | Altre coppe | Altre coppe | Altre coppe | Totale | Totale | Totale |
| Stagione          | Squadra           | Comp              | Pres       | Reti       | Comp            | Pres            | Reti            | Comp               | Pres               | Reti               | Comp        | Pres        | Reti        | Pres   | Reti   |        |
| ----------------- | ----------------- | ----------------- | ---------- | ---------- | --------------- | --------------- | --------------- | ------------------ | ------------------ | ------------------ | ----------- | ----------- | ----------- | ------ | ------ | ------ |
| 2017-2018         | Basilea           | SL                | 1          | 0          | CS              | -               | -               | UCL                | -                  | -                  | -           | -           | -           | 1      | 0      |        |
| 2018-2019         | Basilea           | SL                | 24         | 3          | CS              | 4               | 1               | UCL+UEL            | 0+1                | 0                  | -           | -           | -           | 29     | 4      |        |
| 2019-gen. 2020    | Basilea           | SL                | 14         | 0          | CS              | 3               | 1               | UCL+UEL            | 3+4                | 0+2                | -           | -           | -           | 24     | 3      |        |
| Totale Basilea    | Totale Basilea    | Totale Basilea    | 39         | 3          |                 | 7               | 2               |                    | 8                  | 2                  |             | -           | -           | 54     | 7      |        |
| gen.-giu. 2020    | Salisburgo        | BL                | 11         | 3          | CA              | 3               | 1               | UCL+UEL            | 0+1                | 0                  | -           | -           | -           | 15     | 4      |        |
| 2020-2021         | Salisburgo        | BL                | 18         | 6          | CA              | 4               | 0               | UCL+UEL            | 6+1                | 0                  | -           | -           | -           | 29     | 6      |        |
| 2021-2022         | Salisburgo        | BL                | 21         | 9          | CA              | 5               | 2               | UCL                | 8                  | 3                  | -           | -           | -           | 34     | 14     |        |
| 2022-2023         | Salisburgo        | BL                | 21         | 7          | CA              | 3               | 0               | UCL+UEL            | 6+2                | 3                  | -           | -           | -           | 32     | 10     |        |
| Totale Salisburgo | Totale Salisburgo | Totale Salisburgo | 71         | 25         |                 | 15              | 3               |                    | 24                 | 6                  |             | -           | -           | 110    | 34     |        |
| 2023-2024         | Milan             | A                 | 28         | 6          | CI              | 0               | 0               | UCL+UEL            | 3+5                | 0+0                | -           | -           | -           | 36     | 6      |        |
| 2024-feb. 2025    | Milan             | A                 | 11         | 1          | CI              | 1               | 0               | UCL                | 5                  | 0                  | SI          | -           | -           | 17     | 1      |        |
| feb.-giu. 2025    | Napoli            | A                 | 4          | 0          | CI              | 0               | 0               | -                  | -                  | -                  | -           | -           | -           | 4      | 0      |        |
| 2025-2026         | Milan             | A                 | -          | -          | CI              | 1               | 0               | -                  | -                  | -                  | SI          | -           | -           | 1      | 0      |        |
| Totale Milan      | Totale Milan      | Totale Milan      | 39         | 7          |                 | 2               | 0               |                    | 13                 | 0                  |             | -           | -           | 54     | 7      |        |
| Totale carriera   | Totale carriera   | Totale carriera   | 153        | 35         |                 | 24              | 5               |                    | 45                 | 8                  |             | -           | -           | 222    | 48     |        |

### Cronologia presenze e reti in nazionale
| Cronologia completa delle presenze e delle reti in nazionale ― Svizzera | Cronologia completa delle presenze e delle reti in nazionale ― Svizzera | Cronologia completa delle presenze e delle reti in nazionale ― Svizzera | Cronologia completa delle presenze e delle reti in nazionale ― Svizzera | Cronologia completa delle presenze e delle reti in nazionale ― Svizzera | Cronologia completa delle presenze e delle reti in nazionale ― Svizzera | Cronologia completa delle presenze e delle reti in nazionale ― Svizzera | Cronologia completa delle presenze e delle reti in nazionale ― Svizzera |
| Data                                                                    | Città                                                                   | In casa                                                                 | Risultato                                                               | Ospiti                                                                  | Competizione                                                            | Reti                                                                    | Note                                                                    |
| ----------------------------------------------------------------------- | ----------------------------------------------------------------------- | ----------------------------------------------------------------------- | ----------------------------------------------------------------------- | ----------------------------------------------------------------------- | ----------------------------------------------------------------------- | ----------------------------------------------------------------------- | ----------------------------------------------------------------------- |
| 9-6-2019                                                                | Guimarães                                                               | Svizzera                                                                | 0 – 0 dts (5 – 6 dtr)                                                   | Inghilterra                                                             | UEFA Nations League 2018-2019 - Finale 3º posto                         | -                                                                       | 113’                                                                    |
| 12-11-2021                                                              | Roma                                                                    | Italia                                                                  | 1 – 1                                                                   | Svizzera                                                                | Qual. Mondiali 2022                                                     | -                                                                       | 79’                                                                     |
| 15-11-2021                                                              | Lucerna                                                                 | Svizzera                                                                | 4 – 0                                                                   | Bulgaria                                                                | Qual. Mondiali 2022                                                     | 1                                                                       | 68’                                                                     |
| 29-3-2022                                                               | Zurigo                                                                  | Svizzera                                                                | 1 – 1                                                                   | Kosovo                                                                  | Amichevole                                                              | -                                                                       | 81’                                                                     |
| 2-6-2022                                                                | Praga                                                                   | Rep. Ceca                                                               | 2 – 1                                                                   | Svizzera                                                                | UEFA Nations League 2022-2023 - 1º turno                                | 1                                                                       | 68’                                                                     |
| 5-6-2022                                                                | Lisbona                                                                 | Portogallo                                                              | 4 – 0                                                                   | Svizzera                                                                | UEFA Nations League 2022-2023 - 1º turno                                | -                                                                       | 62’                                                                     |
| 9-6-2022                                                                | Lancy                                                                   | Svizzera                                                                | 0 – 1                                                                   | Spagna                                                                  | UEFA Nations League 2022-2023 - 1º turno                                | -                                                                       | 64’                                                                     |
| 12-6-2022                                                               | Lancy                                                                   | Svizzera                                                                | 1 – 0                                                                   | Portogallo                                                              | UEFA Nations League 2022-2023 - 1º turno                                | -                                                                       | 21’                                                                     |
| 17-11-2022                                                              | Abu Dhabi                                                               | Ghana                                                                   | 2 – 0                                                                   | Svizzera                                                                | Amichevole                                                              | -                                                                       | 46’                                                                     |
| 24-11-2022                                                              | Al Wakrah                                                               | Svizzera                                                                | 1 – 0                                                                   | Camerun                                                                 | Mondiali 2022 - 1º turno                                                | -                                                                       | 71’                                                                     |
| 2-12-2022                                                               | Doha                                                                    | Serbia                                                                  | 2 – 3                                                                   | Svizzera                                                                | Mondiali 2022 - 1º turno                                                | -                                                                       | 90+6’                                                                   |
| 6-12-2022                                                               | Lusail                                                                  | Portogallo                                                              | 6 – 1                                                                   | Svizzera                                                                | Mondiali 2022 - Ottavi di finale                                        | -                                                                       | 66’                                                                     |
| 25-3-2023                                                               | Novi Sad                                                                | Bielorussia                                                             | 0 – 5                                                                   | Svizzera                                                                | Qual. Euro 2024                                                         | -                                                                       | 58’                                                                     |
| 28-3-2023                                                               | Lancy                                                                   | Svizzera                                                                | 3 – 0                                                                   | Israele                                                                 | Qual. Euro 2024                                                         | -                                                                       | 68’                                                                     |
| 9-9-2023                                                                | Pristina                                                                | Kosovo                                                                  | 2 – 2                                                                   | Svizzera                                                                | Qual. Euro 2024                                                         | -                                                                       | 84’                                                                     |
| 12-9-2023                                                               | Sion                                                                    | Svizzera                                                                | 3 – 0                                                                   | Andorra                                                                 | Qual. Euro 2024                                                         | -                                                                       | 81’                                                                     |
| 15-11-2023                                                              | Felcsút                                                                 | Israele                                                                 | 1 – 1                                                                   | Svizzera                                                                | Qual. Euro 2024                                                         | -                                                                       | 69’                                                                     |
| 18-11-2023                                                              | Basilea                                                                 | Svizzera                                                                | 1 – 1                                                                   | Kosovo                                                                  | Qual. Euro 2024                                                         | -                                                                       | 75’                                                                     |
| 21-11-2023                                                              | Bucarest                                                                | Romania                                                                 | 1 – 0                                                                   | Svizzera                                                                | Qual. Euro 2024                                                         | -                                                                       | 62’                                                                     |
| 23-3-2024                                                               | Copenaghen                                                              | Danimarca                                                               | 0 – 0                                                                   | Svizzera                                                                | Amichevole                                                              | -                                                                       | 65’                                                                     |
| 26-3-2024                                                               | Dublino                                                                 | Irlanda                                                                 | 0 – 1                                                                   | Svizzera                                                                | Amichevole                                                              | -                                                                       | 76’                                                                     |
| 8-6-2024                                                                | San Gallo                                                               | Svizzera                                                                | 1 – 1                                                                   | Austria                                                                 | Amichevole                                                              | -                                                                       | 66’                                                                     |
| 15-11-2024                                                              | Zurigo                                                                  | Svizzera                                                                | 1 – 1                                                                   | Serbia                                                                  | UEFA Nations League 2024-2025 - 1º turno                                | -                                                                       | 65’                                                                     |
| 18-11-2024                                                              | Santa Cruz de Tenerife                                                  | Spagna                                                                  | 3 – 2                                                                   | Svizzera                                                                | UEFA Nations League 2024-2025 - 1º turno                                | -                                                                       | 72’                                                                     |
| Totale                                                                  |                                                                         | Presenze                                                                | 24                                                                      |                                                                         | Reti                                                                    | 2                                                                       |                                                                         |

## Palmarès

### Club

#### Competizioni nazionali
- Coppa Svizzera: 1

Basilea: 2018-2019
- Campionato austriaco: 4

Salisburgo: 2019-2020, 2020-2021, 2021-2022, 2022-2023
- Coppa d'Austria: 3

Salisburgo: 2019-2020, 2020-2021, 2021-2022
- Supercoppa italiana: 1

Milan: 2024
- Campionato italiano: 1

Napoli: 2024-2025